# 鍾瑛 (明朝)
鍾瑛，字汝器，廣東高要人。明朝政治人物。
永樂九年（1411年）二甲第二十二名進士。后改為庶吉士，授翰林院編修，晉大理寺卿。